# 29765 Miparedes
29765 Miparedes è un asteroide della fascia principale. Scoperto nel 1999, presenta un'orbita caratterizzata da un semiasse maggiore pari a 2,3802795 UA e da un'eccentricità di 0,0931886, inclinata di 1,44083° rispetto all'eclittica.